# Luís da Mota Feio e Torres
Luís da Mota Feio e Torres, foi um administrador colonial português que exerceu o cargo de Governador e de Capitão-General na Capitania-Geral do Reino de Angola entre 1816 e 1819, tendo sido antecedido por José de Oliveira Barbosa e sucedido por Manuel Vieira de Albuquerque Touvar.
Também foi capitão-mor da Capitania do Ceará entre os anos de 1788-1799.